# Пригорное (Краснодарский край)
Приго́рное (ранее — Поповское) — село в Апшеронском районе Краснодарского края России. Входит в состав Черниговского сельского поселения.

## География

### Улицы
- ул. Заречная,
- ул. Подлесная,
- ул. Родниковая[4].

## История
В 1963 году указом Президиума Верховного Совета РСФСР село Поповское переименовано в село Пригорное Белореченского сельского района.

## Население
| 2002 | 2010 |
| ---- | ---- |
| 72   | ↘66  |